# ثلاثي ميثيل السيليل

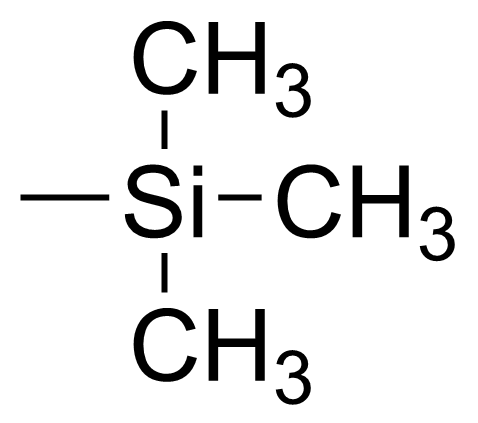

ثلاثي ميثيل السيليل (اختصاراً TMS) هي مجموعة وظيفية في الكيمياء العضوية، وهي تتألف من ثلاث مجموعات ميثيل مرتبطة بذرة سيليكون Si(CH3)3−، والتي بدورها تكون مرتبطة بباقي الجزيء.
تتميز هذه المجموعة بخمولها الكيميائي وبحجمها الجزيئي الكبير، مما يجعلها مفيدة في عدد من التطبيقات. عندما ترتبط ذرة السيليكون بمجموعة ميثيل أخرى يستحصل بذلك على مركب رباعي ميثيل السيلان، والذي يختصر أيضاً على هيئة TMS، ويستخدم في مطيافية الرنين المغناطيسي النووي.
عندما ترتبط ذرة سيليكون مركزية بثلاث مجموعات من ثلاثي ميثيل السيليل يستحصل حينها على ما يسمى مجموعات السيليل الفائقة. وهي ذات تطبيقات مفيدة في الاصطناع العضوي.

مجموعة سيليل فائقة